# بوبي لوي
بوبي لوي (بالإنجليزية: Bobby Lowe)‏ هو لاعب كرة قاعدة أمريكي، ولد في 10 يوليو 1865 في بيتسبرغ في الولايات المتحدة، وتوفي في 8 ديسمبر 1951 في ديترويت في الولايات المتحدة.

## وصلات خارجية
- بوبي لوي على موقع دوري كرة القاعدة الرئيسي (الإنجليزية)
- بوبي لوي على موقعبيزبول رفرنس.كوم (الدوري الرئيسي) (الإنجليزية)
- بوبي لوي على موقعبيزبول رفرنس.كوم (الدوري الثانوي) (الإنجليزية)